# Boszorkányház
A Boszorkányház 2022-ben bemutatott magyar filmvígjáték, melynek rendezője Nyíri Kovács István, főbb szereplői Bakos Éva, Nagypál Gábor, Mészáros Piroska, Fazakas Júlia és Kuna Kata.

## Cselekmény
Egy dokumentumfilmes igazi kincsre bukkan: felfedezi, hogy öt boszorkány él a budai hegyvidéken, egy, a belvárostól nem is túl messze fekvő villában. A vele tartó forgató stáb tagjai bepillantást nyernek a szigorúan titkos működésű kommuna életébe, ahol sok vicces, és még több meglepő helyzetben ütközik a modern nagyvárosi élet az ősi misztikumokkal. De a filmesek eközben felfedeznek valami még értékesebbet: a halandóság értékét a halhatatlanok világában.

## Közreműködők

### Szereplők
- Bakos Éva – Magambál, körülbelül 700 éves, a rendszerváltás óta életunt főboszorkány
- Fazakas Júlia – Luca, nimfomán boszorkány
- Mészáros Piroska – Tenke, 400 éve praktizáló, mindenkit támogató liberális boszorkány
- Nagypál Gábor – Rázsoly, férfiboszorkány
- Kuna Kata – Nina, boszorkánytanonc
- Szabó Győző – önmaga
- Leisen Antal – Jácint, haldokló mozigépész
- Dióssi Gábor – Nina apja
- Árvai Péter – Csaba
- Szemán Béla – Dr. Szilágyi Ede, adóellenőr
- Ficzere Béla – Humorista
- Börcsök Enikő – Vasorrú
- Csoma Judit – Burkás
- Zsurzs Kati – Szakállas
- Záhonyi Enikő – Tanácselnök
- Köleséri Sándor – Küldönc
- Páll Zsolt – BKK ellenőr

### Alkotók
- Rendező: Nyíri Kovács István
- Forgatókönyvíró: Nyíri Kovács István, Kertai Gábor
- Producer: Fülöp Péter, Herold Balázs
- Operatőr: Blahó László, Dorcsák Gábor
- Vágó: Kertai Gábor

## Kritikák, ismertetések a filmről
- Kovács Kata: Boszorkányház. Filmvilág, 2020. 4. szám, 57-58. oldal; online hozzáférés: 2025. január 31.
- Különös szeánszok egy budai villában. Kultúrpart.hu, 2022. május 25.; hozzáférés: 2025. február 1.

## Érdekességek
- Úgy tűnik, hogy ez a film is azon filmművészeti alkotások közé tartozhatott, amik 2019-2020 folyamán készültek és 2020-ra tervezték a bemutatásukat – erre utal, hogy egyes említéseinél 2020-as (olykor annál is korábbi) keletkezési évszám szerepel –, sőt az első sajtóbemutatóikra is sor kerülhetett még 2020-ban – ezt valószínűsíti a róla megjelent, fentebb említett 2020-as Filmvilág-ismertető –, de a Covid19-pandémia okán életbe léptetett szigorú járványügyi korlátozások miatt a nagyközönség előtti, tényleges bemutatásukra csak 2022-ben kerülhetett sor.